# Расселл, Джон (художник)
Джон Расселл (англ. John Russell; устар. Россель; 29 марта 1745[…], Гилфорд — 20 апреля 1806[…], Кингстон-апон-Халл, Йоркшир и Хамбер) — британский художник и астроном-любитель. Как художник, приобрёл известность портретами, выполненными пастелью (в частности, создал портрет астронома Уильяма Гершеля). Как астроном, создал точную для своего времени лунную карту, а также ряд изображений луны, используя для этого телескоп, предоставленный Гершелем. Был также известен, как один из ранних методистов, автор портретов создателей методизма, и дневника, в котором подробно описывал свои религиозные переживания. 

## Биография

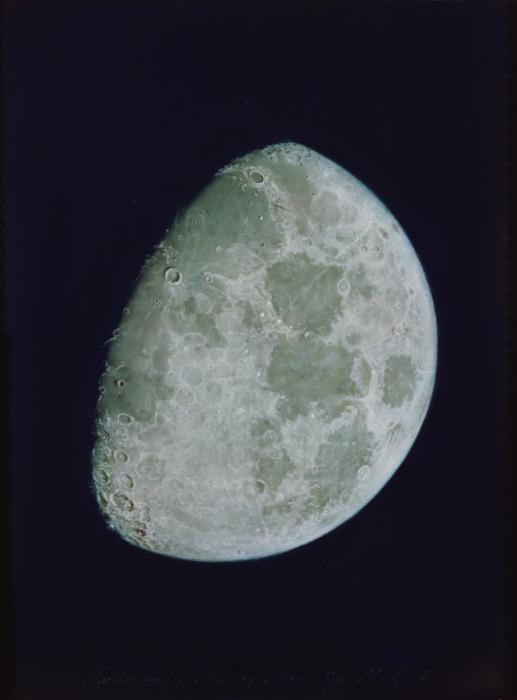
Луна (1793–1797), пастель. Это изображение считается астрономически наиболее точным, из числа выполненных в XVIII столетии или ранее

Родился в 1745 году Гилфорде, графство Суррей, в семье Джона Рассела-старшего, книгоиздателя и книготорговца, художника-любителя, мэра города. Учился живописи у художника-пастелиста Фрэнсиса Котса. В 19 лет обратился из англиканства в методизм и стал рьяным проповедником своей новой религии, в результате чего испортил отношения как со своим учителем, так и с семьёй.
С 1767 года работал в Лондоне в собственной мастерской. Со следующего 1768 года участвовал в выставках Общества британских художников.  Пользовался покровительством видной методистки, графини Хантингтон, которая безуспешно убеждала Расселла оставить занятия живописью и стать методистским священником. Начиная с 1769 года участвовал в выставках лондонской Королевской академии художеств, где за несколько десятилетий продемонстрировал в общей сложности 330 своих работ. 
В 1770 году женился на Ханне Фейден, отец которой торговал гравюрами и картами и содержал для этой цели лавку на Чаринг-Кросс. В том же году написал портреты  одного из основателей методизма Джорджа Уайтфилда и будущего известного мецената Уильяма Уилберфорса, которому в то время было 11 лет. 
В 1772 году написал книгу «Элементы живописи пастелью» («The Elements of Painting with Crayon»; на русский язык не переводилась), в которой обобщил как собственный опыт, так и опыт своего учителя Котса. В том же году создал портрет графини Хантингтон (утрачен; сохранились гравюры с оригинала Расселла), а в 1773 году — портрет второго (наряду с Уайтфилдом) сооснователя методизма — Джона Уэсли. 
В 1788 году Расселл был избран академиком (действительным членом) Королевской академии, а в 1790 году стал придворным художником-пастелистом Георга III и королевской семьи. Это назначение повлекло за собой многочисленные заказы и сильно улучшило материальное положение художника.
Рассел интересовался астрономией и с помощью своей дочери составил лунную карту, которую затем выгравировал на двух пластинах. Две гравюры кропотливо воспроизводили видимую поверхность Луны — на создание своей карты Расселл с дочерью потратили двадцать лет. Расселл также изобрел аппарат для демонстрации движения Луны, который назвал «Селенографом». Большой и очень подробный рисунок Рассела пастелью «Луна» (1793–1797) является её «самым точным ранним изображением». Расселл дружил с астрономом Уильямом Гершелем и написал портрет учёного. Тот, в свою очередь, предоставил Расселу телескоп, который тот использовал для наблюдений.
Всю свою жизнь оставаясь методистом, Расселл демонстрировал уровень внешнего благочестия, нетипичный для Британии его времени. Он никогда не работал по воскресеньям, избегал банкетов и шумных сборищ, а если появлялся, например, на праздничных обедах Академии, то вёл себя сдержанно, и выходил из-за стола раньше всех. Рассел на протяжении нескольких десятилетий вёл дневник, в котором записывал свои религиозные переживания.
У Расселла и его жены было 12 детей, из которых до взрослого возраста дожили восемь. Художницами стали две дочери — Энн и Джейн, а также один из сыновей, Уильям (1780–1870), но этот последний в итоге забросил живопись, для того, чтоб стать священником. 
В Британии Расселл при жизни был известен в том числе благодаря тому, что его картины широко расходились в гравюрах, выполненных признанными мастерами этого жанра, такими, как Бартолоцци и Скьявонетти. 
Расселл скончался в 1806 году в Кингстоне-апон-Халл. Сегодня его картины хранятся во многих музеях Великобритании, но самое больше собрание работ художника представлено на его родине в Гилфорде, в местном музее.

## Галерея

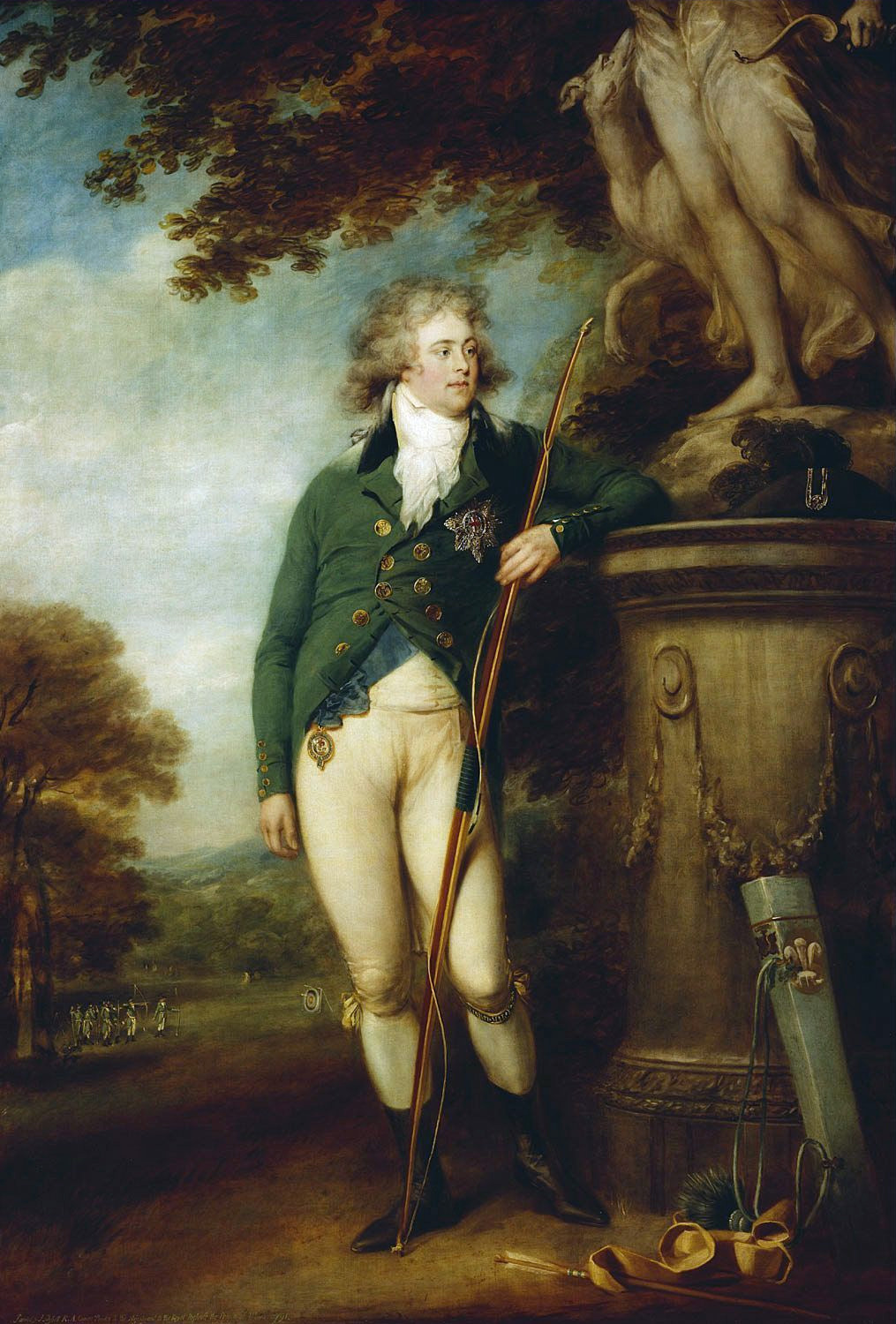
Принц Уэльский (будущий король Георг IV)
Астроном Уильям Гершель
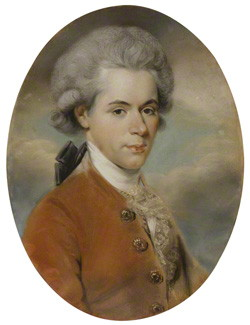
Химик и алхимик Джеймс Прайс
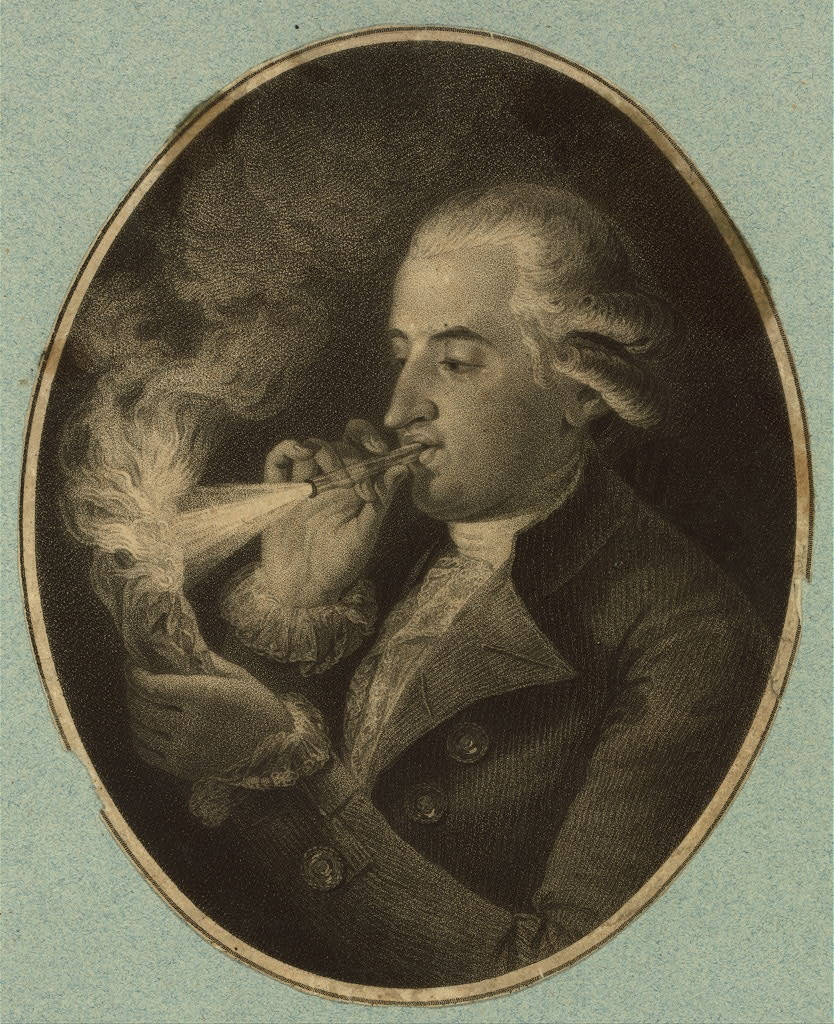
Пилатр де Розье вдувает водород в пламя (гравюра с оригинала Расселла)
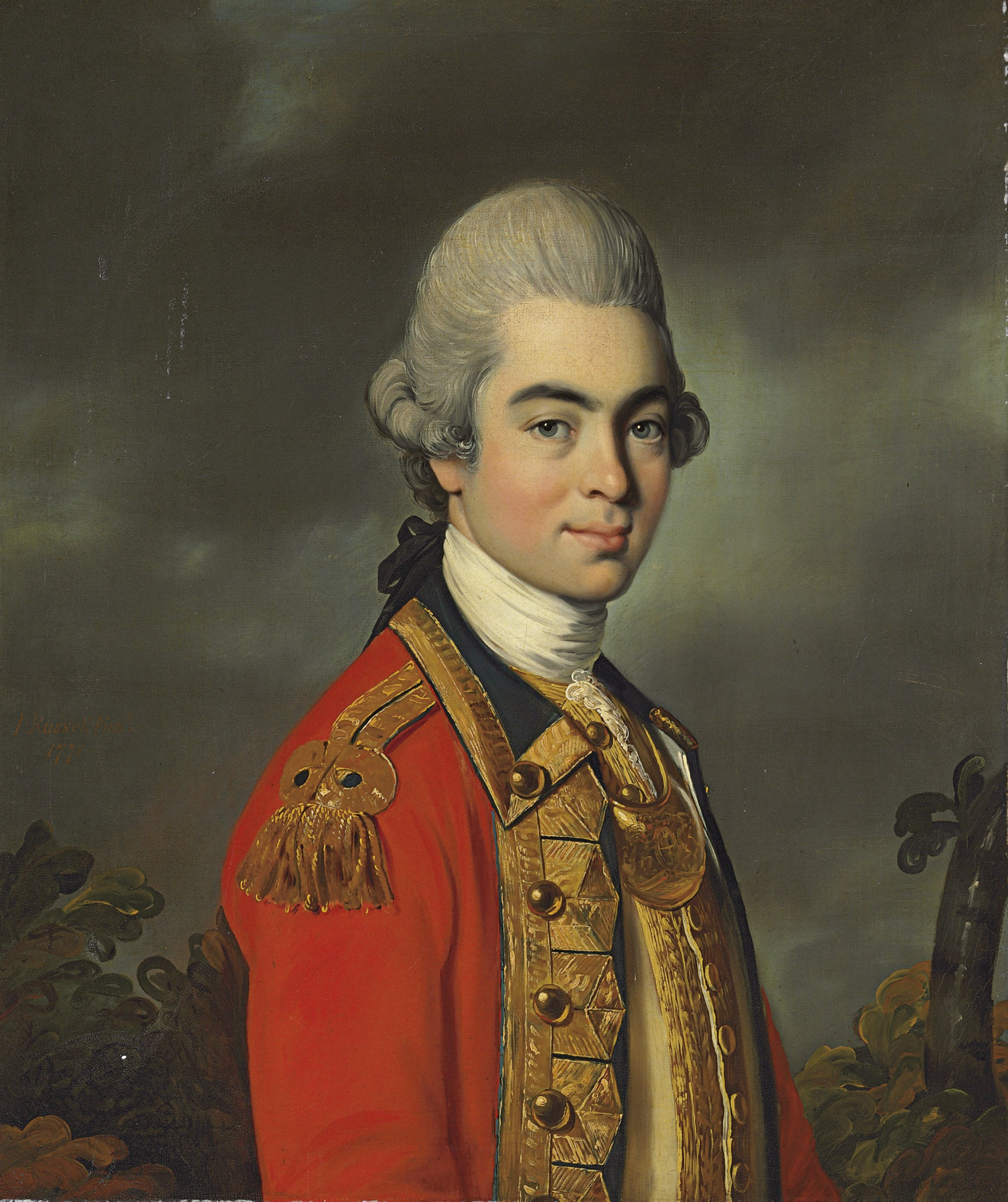
Генерал-лейтенант сэр Джеймс Дафф
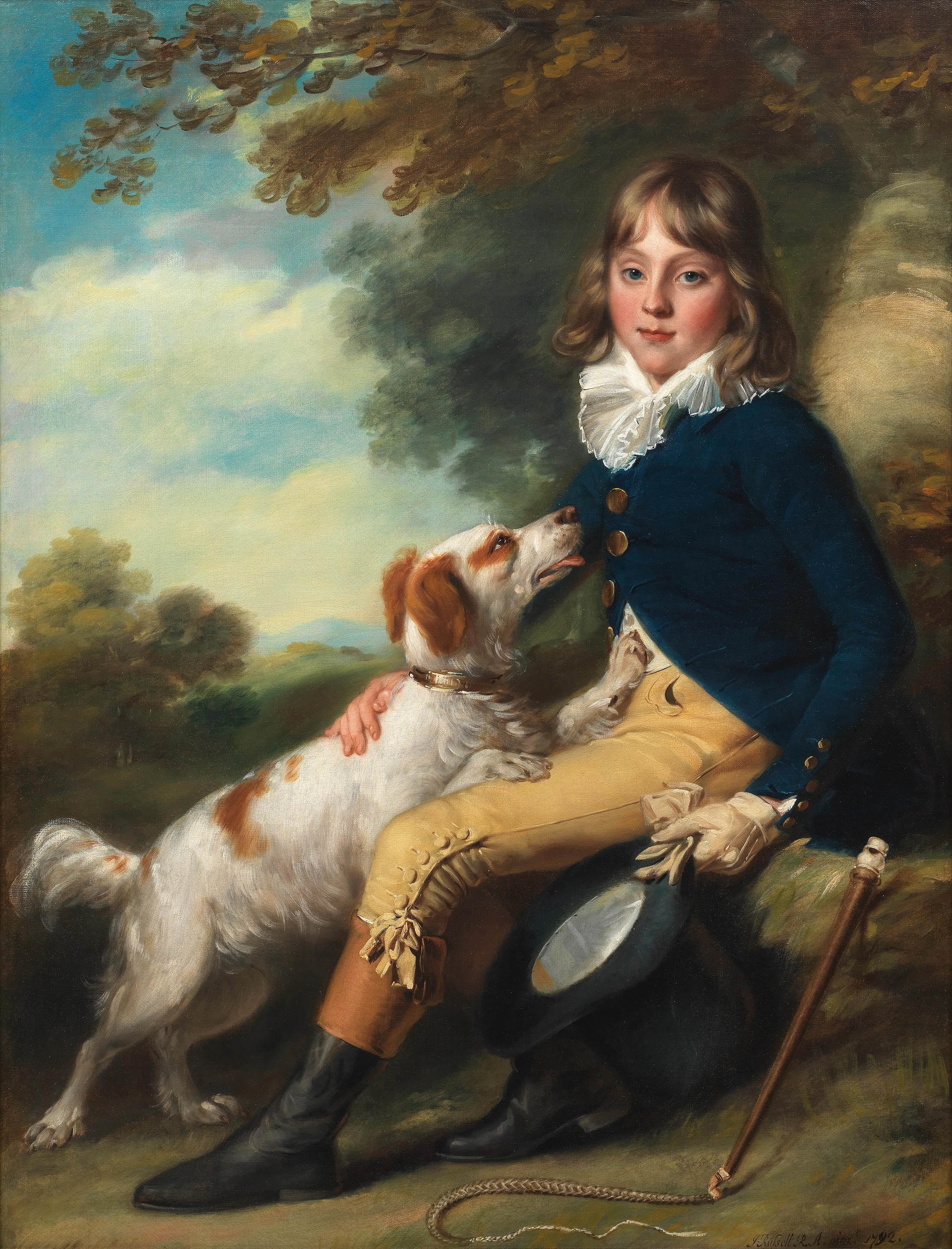
Томас Хармер-Шеппард
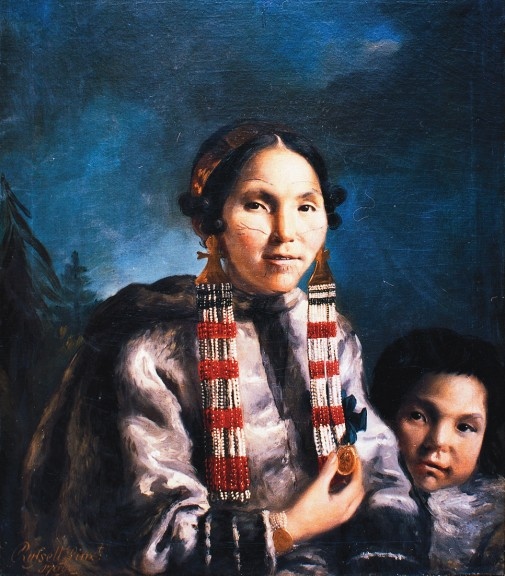
Инуитка Микак и её сын Тукаук
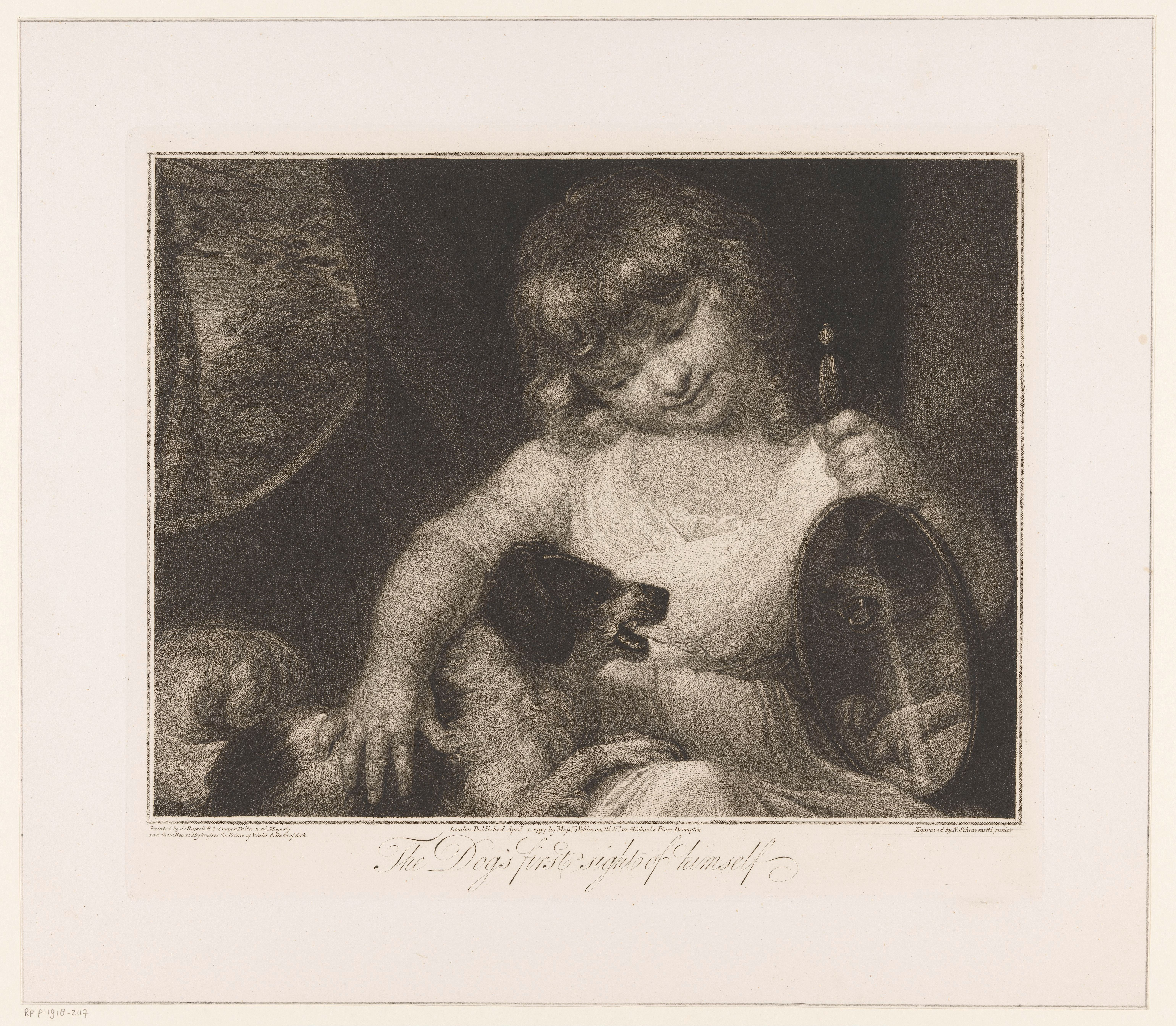
Собака впервые видит саму себя в зеркале (гравюра с оригинала Расселла)